# Filippinbulbyl
Filippinbulbyl(Hypsipetes philippinus) är en fågel i familjen bulbyler inom ordningen tättingar.

## Utseende och läte
Filippinbulbylen är en medelstor tätting med mörkbrun ovansida, ljus buk, orangebrunt på strupe och bröst med ljus längsstreckning och ett mörkt huvud med svaga grå streck. Näbben är rätt lång och svart. Den liknar streckbröstad bulbyl men är mindre och utmärker sig genom kortare näbb, gråaktig hjässa och varmare orangebrunt undertill. Sången består av korta men ljudliga och något metalliska visslande fraser. Även nedåtböjda skrin och tjattrande ljud kan höras.

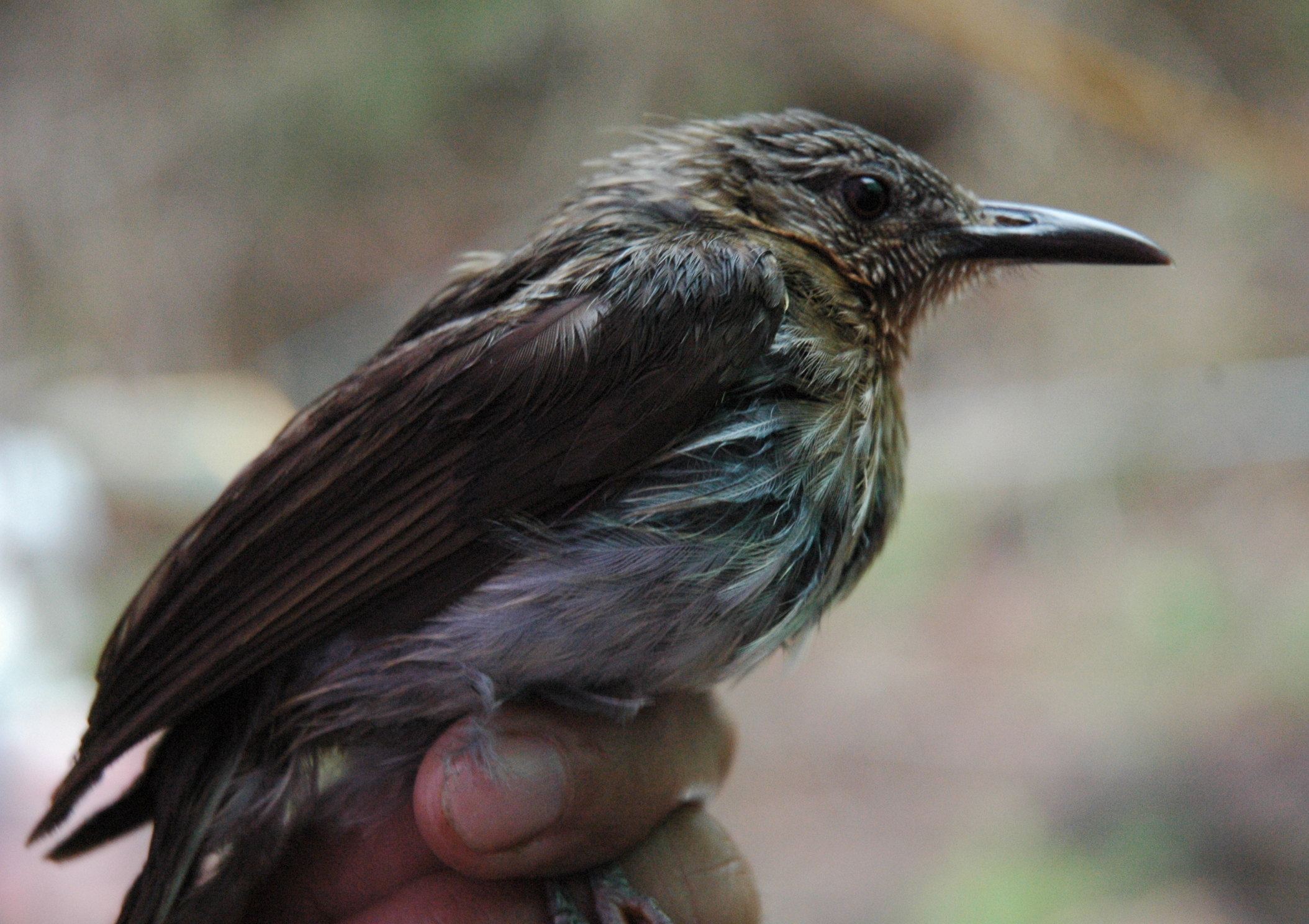

## Utbredning och systematik
Filippinbulbyl förekommer som namnet avslöjar i Filippinerna. Den  delas upp i fyra underarter med följande utbredning:
- Hypsipetes philippinus philippinus – förekommer på Luzon, Marinduque, Catanduanes, Polillo och närliggande småöar
- Hypsipetes philippinus parkesi – förekommer på Burias
- Hypsipetes philippinus saturatior – förekommer på Samar, Leyte, Cebu, Bohol, Mindanao och närliggande småöar

Vissa, som BirdLife International och IUCN, inkluderar mindorobulbylen i filippinbulbylen.

## Levnadssätt
Filippinbulbylen hittas i skogsområden såväl som öppnare ytor med träd. Den ses både i lågland och i bergstrakter.

## Status och hot
Arten har ett stort utbredningsområde och en stor population med stabil utveckling. Utifrån dessa kriterier kategoriserar IUCN arten som livskraftig (LC), som dock inkluderar mindorobulbylen i bedömningen.